# Alexander Numan

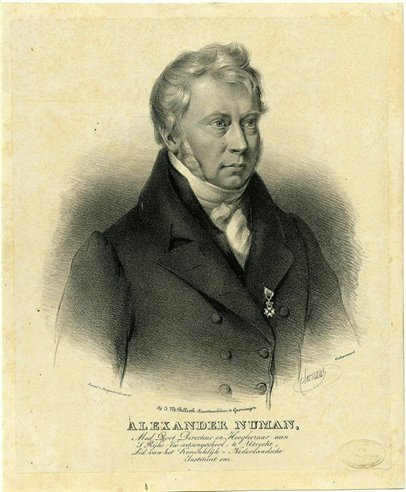
Alexander Numan rond 1830

Alexander Numan (Baflo, 7 december 1780 - Utrecht, 1 september 1852) was een Nederlandse hoogleraar, schooldirecteur, arts en schrijver. Hij wordt als de grondlegger van de Nederlandse diergeneeskunde beschouwd.
Numan was een telg uit het geslacht Numan en de zoon van een predikant in Groningen. Aan de Rijksuniversiteit Groningen studeerde hij geneeskunde. Na zijn afstuderen in 1804 werd hij vervolgens plattelandsdokter in het Groningse. Numan had brede interesses, onder meer in landbouw en veeteelt en werd actief op andere gebieden. Al spoedig begon hij ook te publiceren. Hij zorgde voor een vertaling in het Nederlands van een Duitstalig handboek over veeartsenij. Voor de Maatschappij tot Nut van 't Algemeen verzorgde hij in 1819 met het Handboek der Genees- en Verloskunde van het Vee voor een bijgewerkte versie, die vele malen herdrukt zou gaan worden.
Numans werk werd gewaardeerd. Dat leidde ertoe dat hij in de stad Utrecht hoogleraar werd aan de in 1821 nieuw geopende Rijks Veeartsenijschool. Van deze eerste onderwijsinstelling waar diergeneeskunde in Nederland werd onderwezen, was hij van 1826 tot 1851 tevens directeur.
Numan trouwde met Catharina Dorothea Star Lichtenvoort. Uit dit huwelijk werden Cornelis Star Numan en Johanna Sophia Numan geboren. Cornelis werd hoogleraar in de rechten en was in 1854 en 1855 rector magnificus van de Rijksuniversiteit Groningen. Johanna trouwde met de sterrenkundige Adolf Stephanus Rueb.
In 1852 overleed Numan te Utrecht aan antrax.
In de stad Utrecht zijn de Alexander Numankade en een universiteitsgebouw naar hem vernoemd.